# Kevin Bisse
Kevin Bisse, född 21 juli 1995, är en svensk fotbollsspelare.

## Karriär
Bisse inledde sin fotbollskarriär i Syrianska FC. Han spelade sedan ett tag i IF Brommapojkarna innan han återvände till sin moderklubb Syrianska. I september 2012 flyttades han upp i A-laget. Den 18 augusti 2014 gjorde han sitt första mål i A-laget i en 1–0-seger över Landskrona BoIS.
I januari 2018 värvades Bisse av AFC Eskilstuna, där han skrev på ett treårskontrakt. I juli 2018 lånades han tillbaka till Syrianska FC.